# Челурит

Челурит — мадурский серп

Челури́т, реже члури́т (мад. и индон. celurit) — вид серпа, традиционный для мадурцев, одного из народов Индонезии.
Помимо изначальных функций сельскохозяйственного орудия, традиционно выполняет также роль холодного оружия, в частности, в ходе чарока — мадурской разновидности дуэли. Приёмы с использованием челурита являются элементом индонезийской разновидности боевого искусства силат.

## Конструкция и сельскохозяйственное применение
Серп издавна является главным орудием мадурцев при сборе урожая основных местных сельскохозяйственных культур — риса и кукурузы, а также при резке травы. Для изготовления его лезвия изначально использовалась бронза, примерно с начала нашей эры — железо, в новейшее время — сталь. Рукоять традиционно делается из дерева, значительно реже из рога. Для лучшего закрепления  лезвия в рукояти нередко используется больстер — металлическое кольцо большей или меньшей ширины.
Кузнецы, специализирующиеся на изготовлении челуритов, традиционно пользуются на Мадуре уважением и часто обставляют свою работу различными ритуалами религиозного или мистического характера. Своё мастерство они нередко передают по наследству, в результате чего в их среде иногда образуются известные рабочие династии. В различных местностях формируются свои центры производства челуритов, Так, например, в деревне Петеронган мадурского округа Банкалан бо́льшая часть семей занята изготовлением серпов, причём некоторые из них промышляют этим ремеслом на протяжении столетий.
Форма серпа, укоренившегося на Мадуре под названием челури́т, заметно отличается от формы аналогичных земледельческих орудий, принятых в большинстве других районов Малайского архипелага и носящих там, как правило, название а́рит (индон. arit) либо саби́т (индон. sabit). Её характерными чертами являются относительно небольшой изгиб лезвия и обязательное наличие у него острого конца, в то время, как традиционные серпы многих других народов Индонезии и Малайзии изогнуты намного сильнее и чаще всего имеют закруглённые концы. Челурит принято носить наподобие ножа или кинжала — на поясе, в ножнах, изготовляемых из буйволиной или говяжьей кожи.
Активное расселение мадурцев за пределы их исторического ареала — главным образом, на северо-восток Явы, а также в различные районы Калимантана, привела к тому, что челурит получил распространение и в других частях Индонезии. Однако он по-прежнему ассоциируется именно с мадурской национальной культурой и довольно редко перенимается представителями других народов страны.

## Использование в качестве холодного оружия

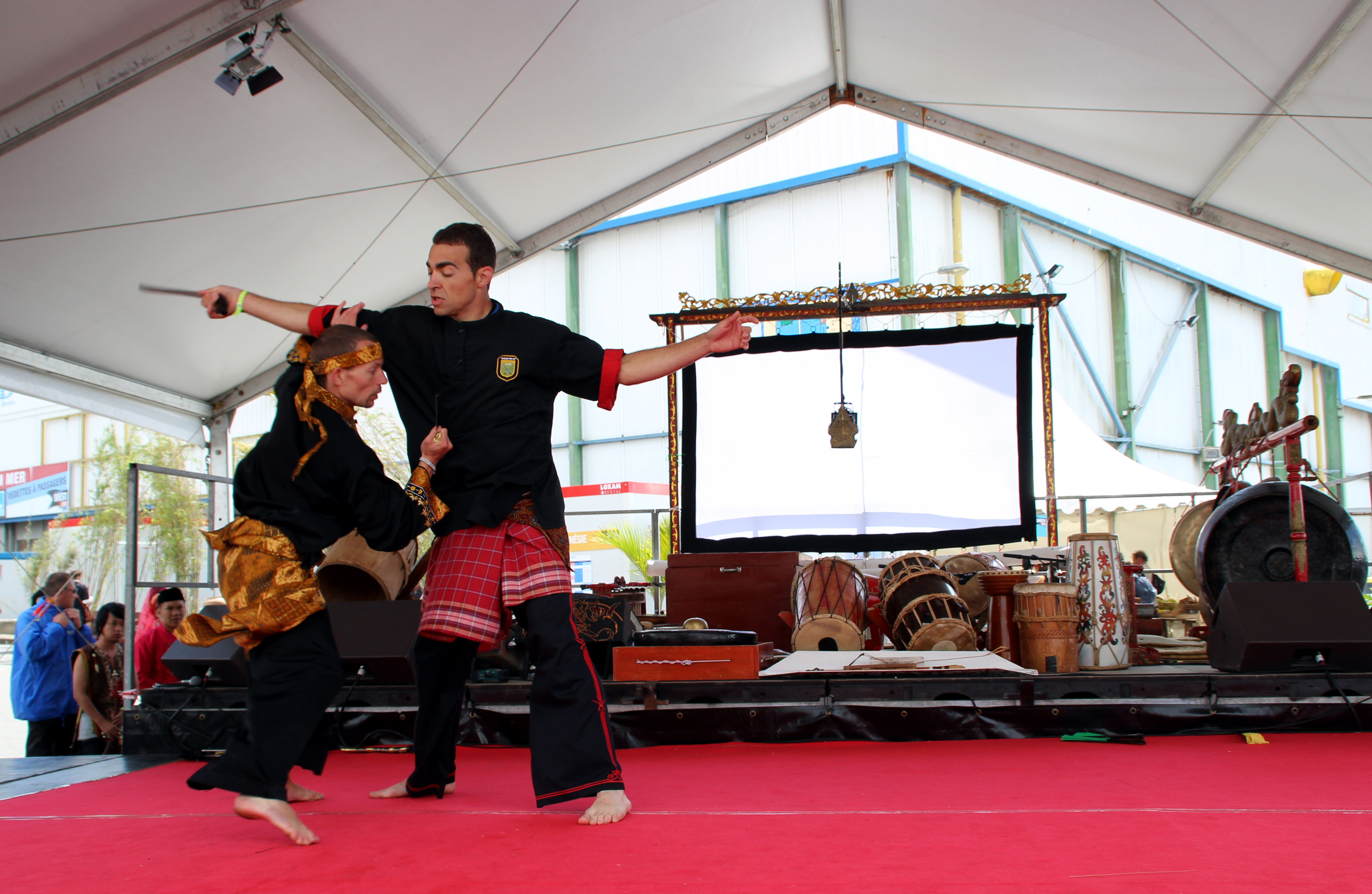
Разновидность индонезийского единоборства силат, включающая приёмы с использованием челурита

Помимо своего изначального сельскохозяйственного предназначения, челурит традиционно выполняет у мадурцев и функцию холодного оружия. Этому благоприятствует форма его клинка, позволяющая наносить рубящие, а при некоторой сноровке — и колющие удары.
«Боевая» роль челурита существенно возросла в первой половине XIX века после того, как нидерландские колонизаторы, стремясь свести к минимуму возможность вооружённого восстания среди мадурцев, славившихся своей непокорностью и воинственным духом, ввели для них официальный запрет на ношение любых видов оружия. В результате серп остался единственным вооружением, доступным для островитян, а навыки владения им в бою оказались особенно востребованными. Со временем приёмы с использованием челурита стали неотъемлемой составляющей местной разновидности единоборства силат, широко распространённого среди народов Индонезии и Малайзии.
Особое значение челурит приобрёл в рамках такого мадурского национального обычая, как чарок — местной разновидности дуэли, служащей средством защиты оскорблённой чести или решения бытового спора. Именно это орудие по традиции, не изжитой до начала XXI века, служит единственным допустимым средством выяснения отношений в подобных конфликтных ситуациях.
Челурит, предназначенный для чарока, наделяется некими сакральными свойствами. «Дуэлянт» заблаговременно готовит свой серп к кровопролитию, читая над ним специальные заклинания, призванные пробудить боевую сущность орудия. Челурит, принёсший победу в поединке, ранее становился предметом гордости владельца: он демонстрировался родным и друзьям и часто передавался из поколения в поколение как ценная реликвия. При этом было принято не стирать с клинка следы крови, чтобы как можно дольше сохранять зримое свидетельство боевой доблести.
В связи с тем, что в независимой Индонезии чарок стал подвергаться уголовному преследованию как тяжкое преступление, практика открытого хранения «победоносных» челуритов резко пошла на убыль. Известны случаи, когда удачливые участники чарока, стремясь сохранить память о своей победе, подбрасывали следствию ложную улику — челурит, вымазанный кровью животного. Однако с развитием криминалистической экспертизы подобные уловки перестали срабатывать, и мадурские дуэлянты вынуждены были отказаться от традиции подобного увековечивания своих побед.
Частое использование челурита в криминальных целях вызывает серьёзную обеспокоенность местных властей. Так, летом 2015 года после очередного кровопролитного чарока руководство полиции округа Банкалан объявило о планах развертывания кампании по искоренению практики ношения челуритов за пределами земледельческих угодий. К пропагандистской работе на этом направлении предполагается привлечь деревенских старейшин и представителей мусульманского духовенства, традиционно пользующихся среди мадурцев большим авторитетом.